# Molophilus beri
Molophilus beryli là một loài ruồi trong họ Limoniidae. Chúng phân bố ở miền Australasia.